# Eliot Ness gegen Al Capone
Eliot Ness gegen Al Capone (Originaltitel: Eliot Ness contre Al Capone) ist ein französischer Dokumentarfilm von Patrick Jeudy aus dem Jahr 2009 über den Kampf des Prohibitionsagenten Eliot Ness gegen den Mafiaboss Al Capone.

## Inhalt
Der Dokumentarfilm beleuchtet das Leben des Chicagoer Mobsters Al Capone von dem Chicago Outfit und den Kampf seines Gegenspielers Eliot Ness von den sogenannten „Unbestechlichen“ – einer Gruppe Prohibitionsagenten, die Capone das Handwerk legen soll. Dabei legt der Film den Fokus auf den Steuerprozess aus dem Jahr 1931, bei dem Capone zu elf Jahren Freiheitsstrafe verurteilt wurde, nachdem durch ihn eine Welle von Gewalt und Korruption die Stadt Chicago erschütterte.

## Hintergrund
Der von Arte France und Temps Noir produzierte Dokumentarfilm wurde sowohl in Frankreich als auch in Deutschland am 31. Mai 2009 auf Arte erstveröffentlicht.